# Norr-Svergoträsket
Norr-Svergoträsket är en sjö i Sorsele kommun i Lappland och ingår i Umeälvens huvudavrinningsområde. Sjön har en area på 1,84 kvadratkilometer och ligger 412,1 meter över havet. Sjön avvattnas av vattendraget Kvarnbäcken. Vid provfiske har lake, röding, småspigg och öring fångats i sjön.

## Delavrinningsområde
Norr-Svergoträsket ingår i det delavrinningsområde (727317-158445) som SMHI kallar för Utloppet av Norr-Svergoträsket. Medelhöjden är 426 meter över havet och ytan är 5,65 kvadratkilometer. Det finns inga avrinningsområden uppströms utan avrinningsområdet är högsta punkten. Kvarnbäcken som avvattnar avrinningsområdet har biflödesordning 3, vilket innebär att vattnet flödar genom totalt 3 vattendrag innan det når havet efter 327 kilometer. Avrinningsområdet består mestadels av skog (59 procent). Avrinningsområdet har 1,7 kvadratkilometer vattenytor vilket ger det en sjöprocent på 30 procent.